# Iakov Iourovski
Iakov Mikhaïlovitch Iourovski (en russe : Яков Михайлович Юровский), né le 19 juin 1878 à Tomsk et mort le 2 août 1938 à Moscou, militant bolchevik lors de la Révolution russe, membre du soviet de l’Oural lors de la Révolution d'Octobre et tchékiste après celle-ci, est surtout connu comme chef du peloton ayant exécuté dans la nuit du 16 au 17 juillet 1918, à Iekaterinbourg, l’ex-tsar russe Nicolas II et sa famille.

## Origines
Iourovski est le huitième enfant d’une famille de dix enfants. Son père, d’origine juive, est vitrier, sa mère couturière. Selon son propre témoignage, sa famille voue aux Romanov un véritable culte et il se querelle souvent avec son père sur ce point. Selon lui, c’est Alexandre II qui a le mérite des réformes, Nicolas II n’étant qu’un personnage méprisable qu’il traite de « tueur » et de « vampire » devant sa famille et ses amis.
Il étudie l’horlogerie dans une école juive de Tomsk et trouve du travail dans un atelier de la ville. En 1897, il participe aux premières grèves à Tomsk. Arrêté, libéré après quelques mois, il est renvoyé de son atelier et s’installe vers 1900 à Iekaterinbourg où il devient bijoutier.
Pour avoir participé à la révolution russe de 1905, il est arrêté par l’Okhrana, puis fuit la Russie et s’établit horloger à Berlin où il se convertit à la religion luthérienne, transforme son nom de Yankel Chaïmovitch en celui de Iakov Mihaïlovitch et épouse une berlinoise : ils ont une fille et deux fils. Il habite l’Allemagne jusqu’en 1912.
De retour en Russie et à Iekaterinbourg, il crée son propre studio photographique. En 1915, enrôlé dans l’armée, il s’inscrit dans la formation médicale et est assigné au 198e régiment d’infanterie de Perm. Il participe à la campagne des Carpates en 1916 où il découvre à la fois les horreurs de la guerre et l’indigence des unités russes déployées face aux puissances centrales. 
Lorsque la Révolution russe de février 1917 abat l’Empire russe et institue une république socialiste modérée, il quitte l’armée et retourne à Iekaterinbourg où, à l’automne, il est l’un des membres du soviet régional de l’Oural. Au printemps 1918, grâce à la révolution d'Octobre qui met au pouvoir les bolcheviks, il est simultanément élu député régional, nommé Commissaire de justice et recruté par la Tchéka régionale dont il devient l’un des chefs. Au début de juillet, il est le responsable de la villa Ipatiev où sont détenus la famille de Nicolas II et leurs derniers serviteurs.

## L'exécution des Romanov
En tant que nouveau responsable de la villa Ipatiev, Iourovski reçoit des instructions de la Tchéka régionale de l’Oural concernant une prochaine exécution, car l’Armée blanche, venant de Sibérie, se dirige vers Iekaterinbourg. Iourovski reçoit alors ce message : « Informé de la menace que font peser les bandits tchécoslovaques sur la rouge capitale de l’Oural et prenant en considération le fait que le bourreau couronné, en se dissimulant, pourrait échapper à la sentence du peuple, le Comité exécutif, exécutant la volonté du peuple, a décidé de fusiller le ci-devant tsar Nicolas Romanov, coupable d’innombrables crimes sanglants ». Iourovski commence par changer la garde de la maison, la remplaçant par des hommes qui lui sont entièrement acquis.
Au cours des jours suivants, Iourovski et son second Piotr Ermakov (en), explorent les forêts de Koptiaki, à dix-huit kilomètres de Iekaterinbourg, afin de trouver un endroit assez discret pour y enterrer les corps et garder secret le lieu de l’inhumation : il fallait éviter non seulement que les Romanov soient libérés par l’Armée blanche, mais aussi qu’une fois exécutés, ils deviennent l’objet d’un culte des martyrs. Le 16 juillet, il reçoit de Iakov Sverdlov l’ordre d’abattre toute la famille. L’exécution a lieu dans la nuit du 16 au 17 dans l’une des pièces du sous-sol de la villa Ipatiev. Sont abattus : Nicolas II, sa femme Alexandra Fedorovna, ses quatre filles Olga, Tatiana, Maria et Anastasia, son fils Alexis, le médecin de la famille Ievgueni Botkine, la femme de chambre Anna Demidova, le valet de chambre Alekseï Trupp et le cuisinier Ivan Kharitonov.
Aussitôt l’exécution terminée, les corps sont dépouillés de leurs vêtements et de leurs bijoux, chargés dans un camion bâché et emmenés à un ancien puits de mine, dans un bois de Koptiaki, où ils sont jetés. Iourovski craint cependant que les Blancs ne les retrouvent et, la nuit suivante, aidé d’un autre commando, il repêche les cadavres pour les emmener plus loin dans la forêt, mais le camion s’enlise dans le sentier boueux et il décide alors de les brûler et les enterrer sur place. Il n’y a cependant pas assez d’essence pour brûler plus de deux corps, donc les hommes de Iourovski préparent une fosse commune pour les autres. Ils y installent les corps, les aspergent d’acide sulfurique pour empêcher leur identification s’ils étaient retrouvés, puis remplissent la fosse et placent des traverses de chemin de fer par-dessus.
Deux jours plus tard, Iourovski part pour Moscou, emmenant avec lui les bijoux des Romanov. Il est également chargé de convoyer jusqu’à la capitale l’or des banques de l’Oural.

## Les dernières années
Iourovski passe les deux années qui suivent à Moscou où il travaille au Kremlin, chargé de faire l’inventaire des biens innombrables de la famille impériale, dont beaucoup sont vendus à l’étranger pour financer la guerre civile russe. En 1920, il retourne à Iekaterinbourg. La même année, le Sovnarkom (gouvernement soviétique), lui demande de rédiger un rapport détaillé de l’exécution des Romanov, décrivant le site où il a enterré les corps et le moyen de les retrouver. C’est grâce à ce document que Serge Abramov et Alexandre Avdonine (en) pourront découvrir la tombe des Romanov en mai 1979. 
En 1921, Iourovski est nommé responsable du Gokhran (« Trésor d’État de la République socialiste fédérative soviétique de Russie ») au sein du Rabkrin (« Commissariat pour les ouvriers et des paysans ») alors dirigé par Staline dont il éveille la méfiance.
Au milieu des années 1930, les purges staliniennes commencent à atteindre les « vieux bolchéviks » et leurs familles. En 1934, sa fille Rimma Iourovskaïa est arrêtée et envoyée au Goulag. Ainsi devenu suspect, stressé, souffrant du cœur et d’ulcères d’estomac, Iourovski est admis à l’hôpital du Kremlin en 1937. C’est le meilleur hôpital du pays mais Iakov Iourovski y meurt à soixante ans le 2 août 1938. Il est inhumé au cimetière de Novodevitchi, en banlieue de Moscou. Selon les affirmations d’un officier britannique citant son fils Aleksandr Iourovski, il aurait, sur son lit de mort, exprimé des regrets au sujet de l’exécution de la famille Romanov. 